# Чинан
Чина́н (кор. 진안군?, 鎭安郡?, Jinan-gun) — уезд в провинции Чолла-Пукто, Южная Корея.

## География
Ландшафт Чинана характеризуется особыми скальными образованиями и большими лесами. Самые высокие горы: Унчансан (1126 м), Губонсан (1002 м) и Майсан (686 м). Территория горы Майсан и вокруг неё имеет официальный статус природного парка. В отличие от большинства гор Южной Кореи, имеющих базальтовую или гранитную природу, Майсан состоит из обломочных горных пород. Название Майсан  (кор. 마이산) буквально означает «гора Лошадиные уши», так как две вершины горы напоминают уши лошади. Местные жители называют более высокую вершину (686 м) «женой», а более низкую вершину (667 м) — «мужем». Во времена королевства Силла эта местность носила название Содасан, Ёнчулсан во времена Корё, своё нынешнее название Майсан получил во времена Чосон.

## Достопримечательности
У подножия горы Майсан находится буддийский храм Тап-са, известный своими каменными башнями и пагодами высотой до 10 метров. По легенде отшельник строил эти башни в одиночку в течение 30 лет, работая по ночам. Также в провинциальном парке Майсан есть храмы Ынсу-са и Кымданг-са.

## Галерея

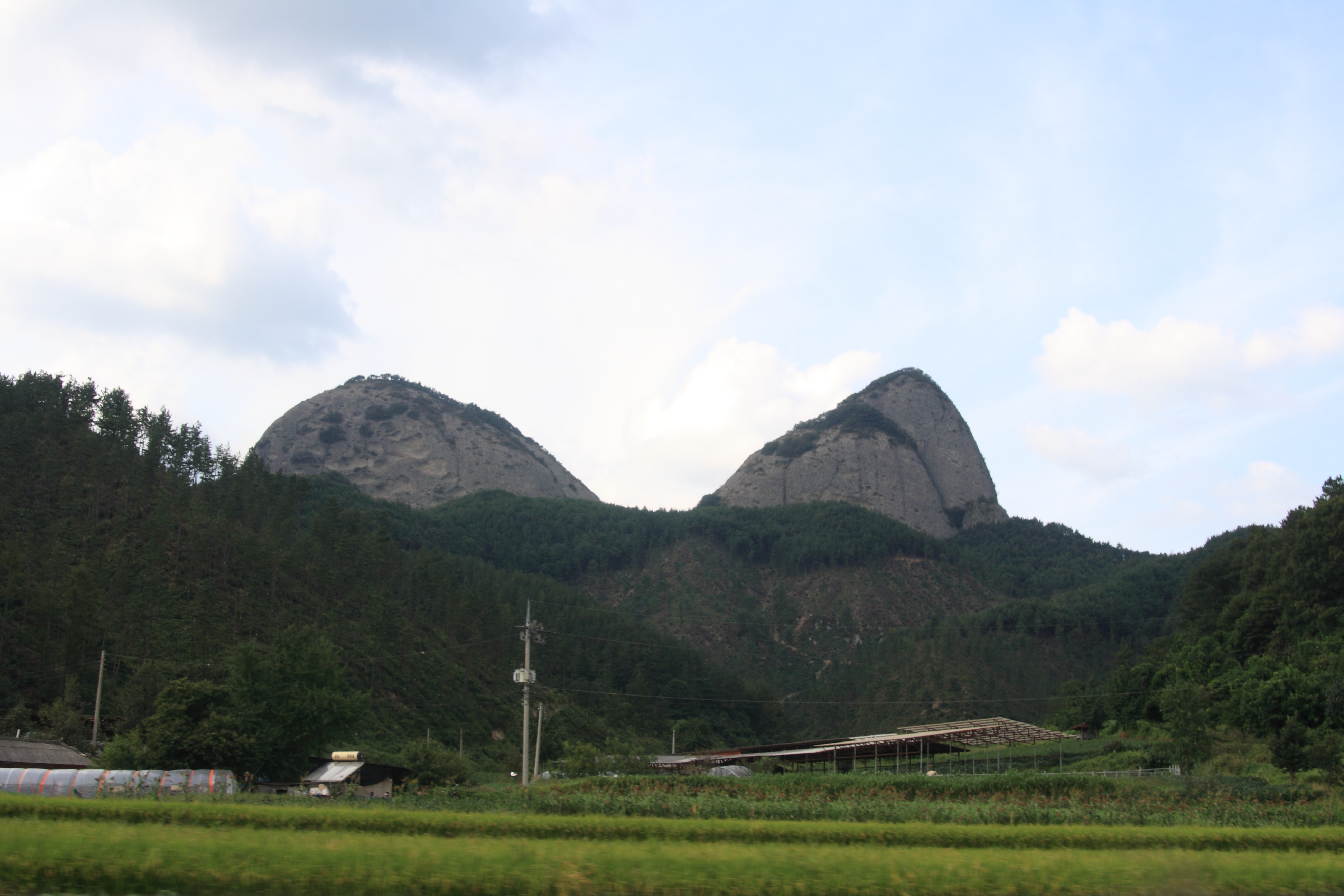
Гора Майсан
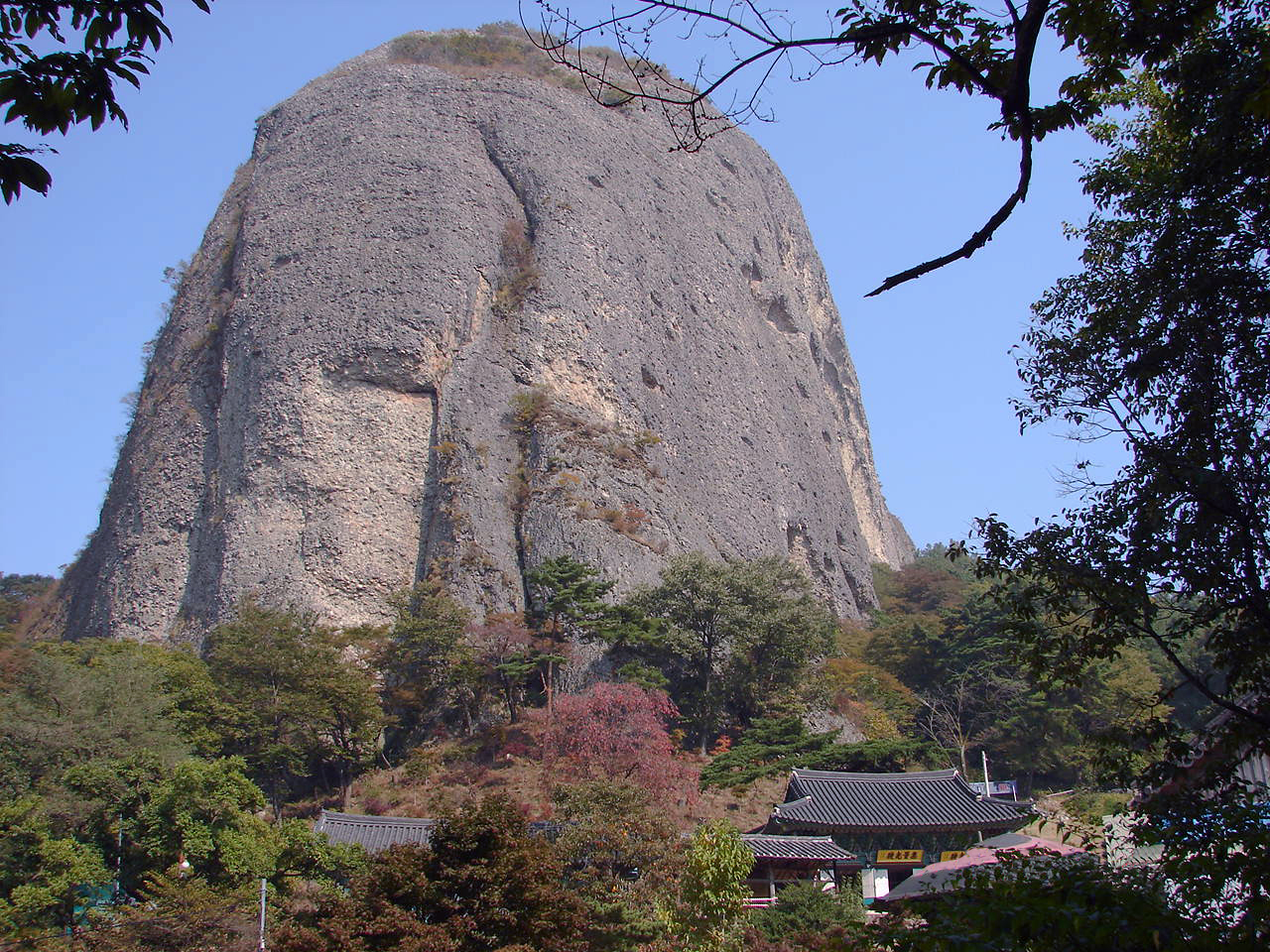
Храм Ынсу-са
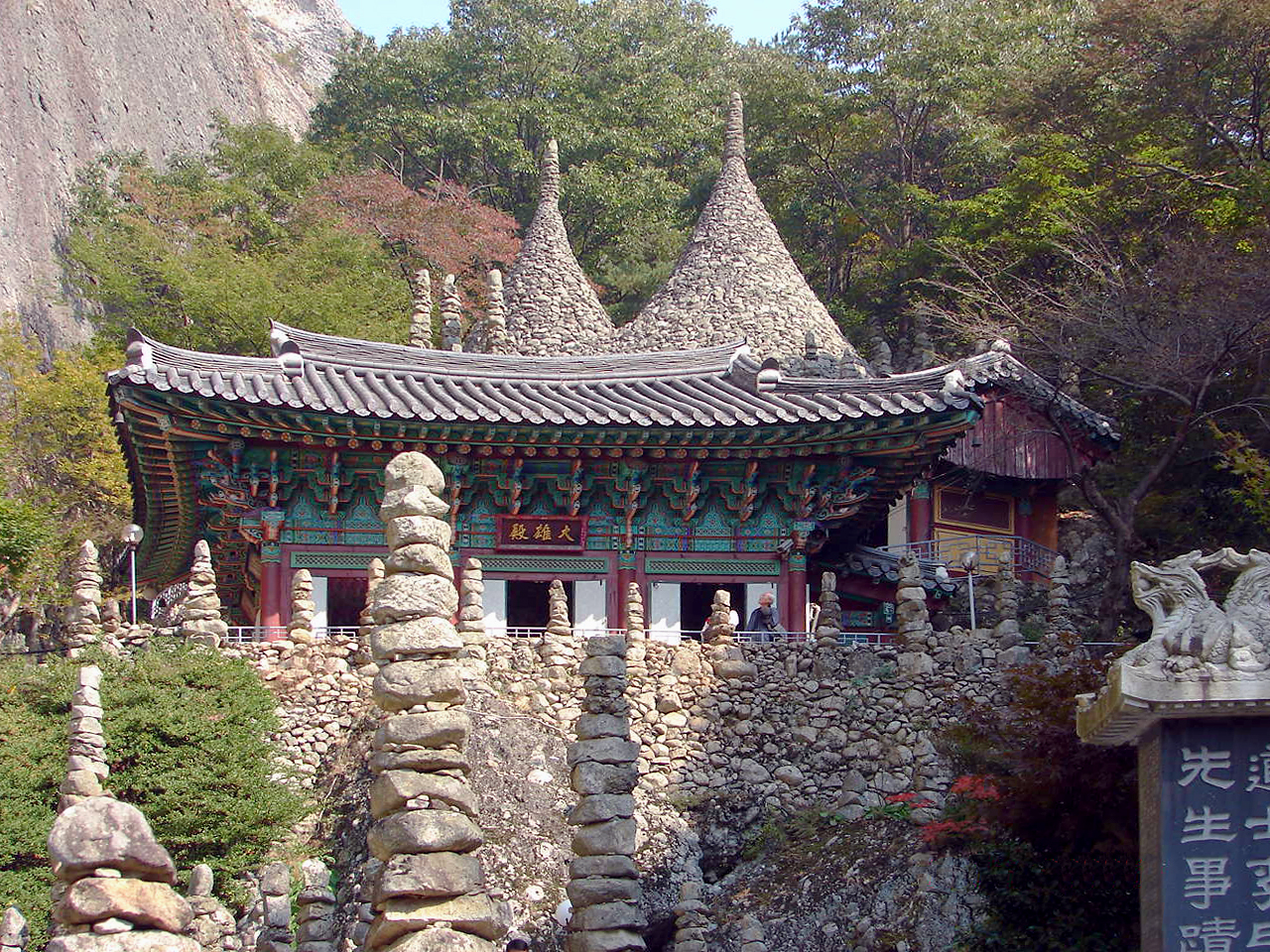
Храм Тап-са
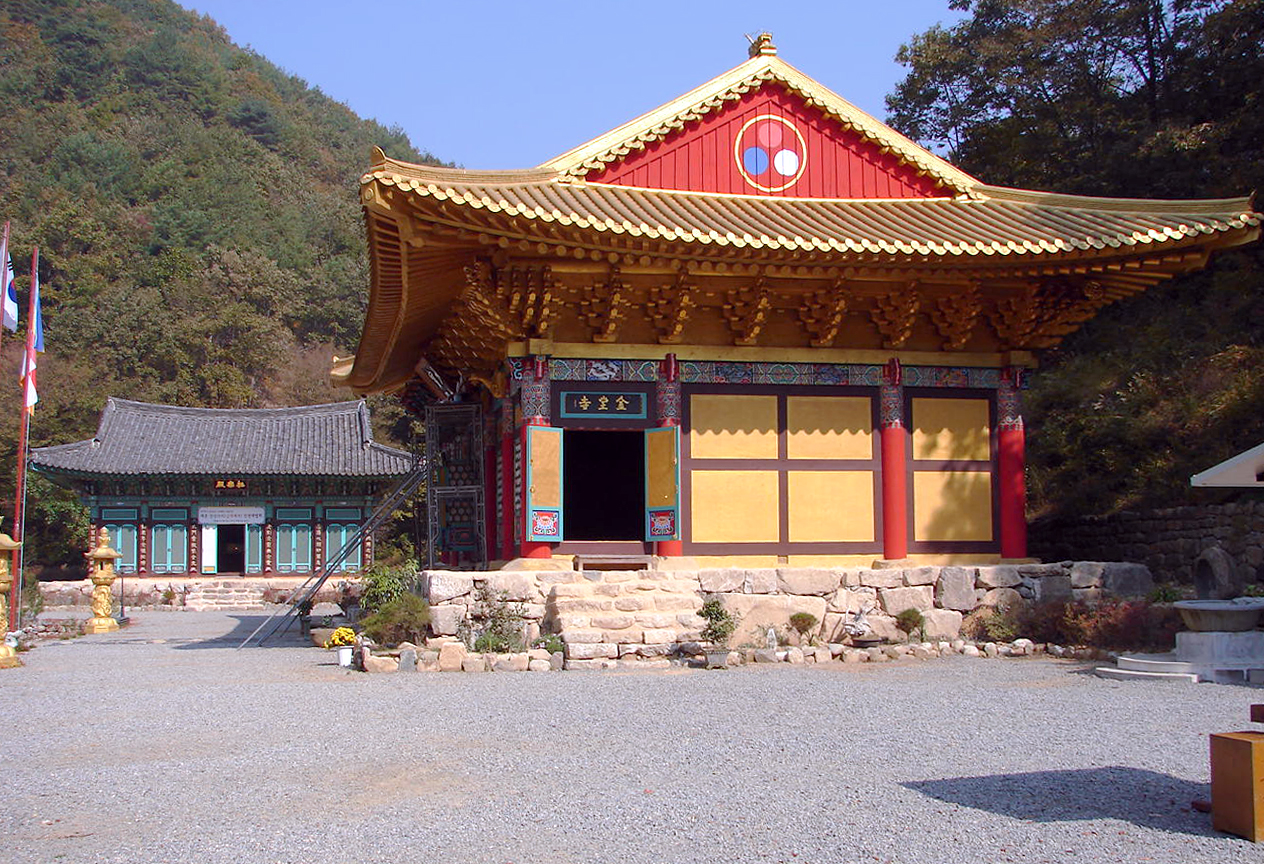
Храм Кымдан-са

## Города-побратимы
Чинан является городом-побратимом следующих городов:
- Ынпхёнгу, Сеул, Республика Корея
- Хуаньжэнь-Маньчжурский автономный уезд, провинция Ляонин, Китай